# M-commerce
m-Commerce – wydzielony w sposób naturalny z e-commerce obszar handlu elektronicznego, w którym istotną rolę odgrywają urządzenia mobilne. Obszar ten określany jest najczęściej jako m-commerce, czyli dostęp do komercyjnych usług oferowanych w ramach e-commerce poprzez telefon komórkowy i inne urządzenia przenośne (definicja zaproponowana przez M. Macutkiewicza).
Rozwój tej podgałęzi e-commerce jest przejawem dążenia firm do dostępności oferty niezależnie od miejsca i czasu, w którym się aktualnie druga strona transakcji znajduje.
W Polsce wydawcy prasy wprowadzili we wrześniu 2009 możliwość zamówienia recenzowanych na swoich łamach produktów przez wysłanie wiadomości SMS. Ta odmiana m-commerce zyskuje coraz większą popularność.

## Podstawowe różnice między m-commerce a e-commerce
- ograniczenie urządzenia – dotykowy i do tego mniejszy ekran w porównaniu z komputerowym powoduje wiele trudności związanych z wypełnieniem formularza;
- mobilność urządzenia – handel komputerowy zwykle odbywa się w jednym miejscu natomiast przy pomocy smartfona użytkownik może przebywać poza miejscem zamieszkania[2];
- większość telefonów nie zezwala na użycie plików cookie podczas gdy z użyciem komputera jest możliwość korzystania ze wszystkich stron;
- płatności mobilne oferują zdecydowanie więcej możliwości opłacania zakupów, oprócz tych które można wykorzystywać na komputerze istnieją także mobilne systemy kodów kresowych czy też poprzez SMS.